# ナダ・サーフ
ナダ・サーフ（Nada Surf）は、アメリカのオルタナティヴ・ロック・バンドである。1992年、ニューヨークで結成。
マシュー・カーズ（Matthew Caws、ギター、ボーカル）、アイラ・エリオット（Ira Elliot、ドラム、バック・ボーカル）、ダグ・ギラード（Doug Gillard、リードギター）、ダニエル・ロルカ（Daniel Lorca、ベース、バック・ボーカル）によって構成される。1996年のアルバム『High/Low』に収録されている「Popular」で最もよく知られている。

## 略歴
ナダ・サーフは、1990年代初めにマシュー・カーズ、ダニエル・ロルカによって結成された。彼らはリセ・フランセ・ド・ニューヨーク (The Lycée Français de New York、アメリカ合衆国のフランス語学校)で出会い、共に幼少期をフランス、ベルギーで過ごした。彼らは、The Cost of Living、Because Because Becauseなどといった数多くのバンドで活動していた。彼らの最初のドラマーであったダン（後に、彼らの曲「The Plan」の中で触れられている）に代わってアーロン・コンテが加入。彼らの最初のシングル「The Plan / Telescope」や、アルバム『High/Low』の元となったデモテープ『Tafkans』をレコーディングする。テープの収録曲は後に、彼らのシングル「Deeper Well / Pressure Free」、EP『Karmic』、コンピレーション・アルバム『North 6th Street』で発表された。
1995年9月、アーロンがバンドを脱退し、1980年代にニューヨーク・シーンで活発に活動しており、マシューとダニエルの2人がお気に入りであったバンド、ファズトーンズ (Fuzztones)のドラマーだったアイラ・エリオットが加入する。
ブロンド・レッドヘッドのニッティング・ファクトリーでのライブの後、彼らはカーズのかつてのフロントマンであり、ウィーザーの音楽プロデューサーであったリック・オケイセックと出会う。わずかな希望に賭け、彼らはデモテープ『Tafkans』のコピーをオケイセックに渡す。その3週間後、オケイセックはアルバムをプロデュースする意向を伝えた。その後すぐに、バンドはエレクトラ・レコードとの契約を決めた。
アルバム『High/Low』は、1996年1月の19日間でレコーディングおよびマスタリングがなされた。レコーディング費用は、バンドが契約書にサインする前 (1996年1月18日)に、エレクトラ・レコードによって支払われた。
2012年には『THE STARS ARE INDIFFERENT TO ASTRONOMY』をリリースし、ガイデッド・バイ・ヴォイシズのダグ・ギラードが加入した。

## ディスコグラフィ

### スタジオ・アルバム
- High/Low (1996年、Elektra)
- 『ザ・プロクシミティー・エフェクト』 - The Proximity Effect (1998年、Elektra)
- Let Go (2003年、Barsuk)
- 『ザ・ウェイト・イズ・ア・ギフト』 - The Weight Is a Gift (2005年、Barsuk/City Slang)
- 『ラッキー』 - Lucky (2008年、Barsuk/City Slang)
- 『if I had a hi-fi』 - If I Had a Hi-Fi (2010年、Mardev)
- 『THE STARS ARE INDIFFERENT TO ASTRONOMY』 - The Stars Are Indifferent to Astronomy (2012年、Barsuk)
- 『ユー・ノウ・フー・ユー・アー』 - You Know Who You Are (2016年、Barsuk)
- 『ネヴァー・ノット・トゥギャザー』 - Never Not Together (2020年、Barsuk/City Slang)
- Moon Mirror(2024年、New West)

### EP
- Karmic (1995年、No.6)
- The MySpace Transmissions (2008年、MySpace/Barsuk)

### ライブ・アルバム
- Live in Brussels (2004年、Labels/EMI France)
- 『ピースフル・ゴースト』 - Peaceful Ghosts (2016年、City Slang)

### コンピレーション・アルバム
- North 6th Street (1999年、Noneties Music)	※初期音源集
- Vinyl Box Set 1994-2008 (2008年、Barsuk/City Slang) ※ファースト・シングルと初期のアルバム5枚のヴァイナル盤ボックスセット
- B-Sides (2014年、Barsuk)

### シングル
- "The Plan" / "Telescope" (1996年)
- "Popular" (1996年)
- "Treehouse" (1996年)
- "Deeper Well" (1996年)
- "Why Are You So Mean to Me?" (1998年)
- "The Way You Wear Your Head" (2002年)
- "Inside of Love" (2002年)
- "Hi-Speed Soul" (2003年)
- "L'Aventurier" (2003年)
- "Always Love" (2005年)
- "Imaginary Friends" (2005年)
- "Whose Authority" (2007年)
- "See These Bones" (2007年)
- "I Like What You Say" (2008年)
- "Electrocution" (2010年)
- "The Moon is Calling" (2011年)
- "Waiting for Something" (2012年)
- "Believe You're Mine" (2015年)
- "Cold to See Clear" (2015年)
- "Something I Should Do" (2019年)
- "Looking For You" (2019年)
- "So Much Love" (2020年)